# 甘德勒库尔-欧索尔姆
甘德勒库尔-欧索尔姆（法語：Guindrecourt-aux-Ormes，法語發音：[ɡɛ̃dʁəkuʁ o.z‿ɔʁm]）是法国上马恩省的一个市镇，位于该省北部，属于圣迪济耶区。该市镇总面积9.07平方公里，2009年时的人口为77人。

## 人口
甘德勒库尔-欧索尔姆人口变化图示